# Vanessa gonerilla
Vanessa gonerilla is een vlinder uit de familie Nymphalidae, de vossen, parelmoervlinders en weerschijnvlinders. De Engelse naam is "New Zealand red admiral". De vlinder is endemisch in Nieuw-Zeeland en komt dus alleen daar voor.
De spanwijdte bedraagt 50 tot 60 millimeter. De waardplant van Vanessa gonerilla is Urtica ferox een voor Nieuw-Zeeland endemische brandnetelsoort, maar ook andere brandnetels worden gebruikt.

## Ondersoorten
Er worden twee ondersoorten onderscheiden:
- V. g. gonerilla op de hoofdeilanden van Nieuw-Zeeland
- V. g. ida op de Chathameilanden